# Svejbæk Station
Svejbæk Station er en dansk jernbanestation med status af trinbræt, beliggende i stationsbyen Svejbæk mellem Silkeborg og Skanderborg i Østjylland. Stationen blev åbnet ved Skanderborg - Silkeborg jernbanens indvielse i maj 1871.